# Matthias Egersdörfer

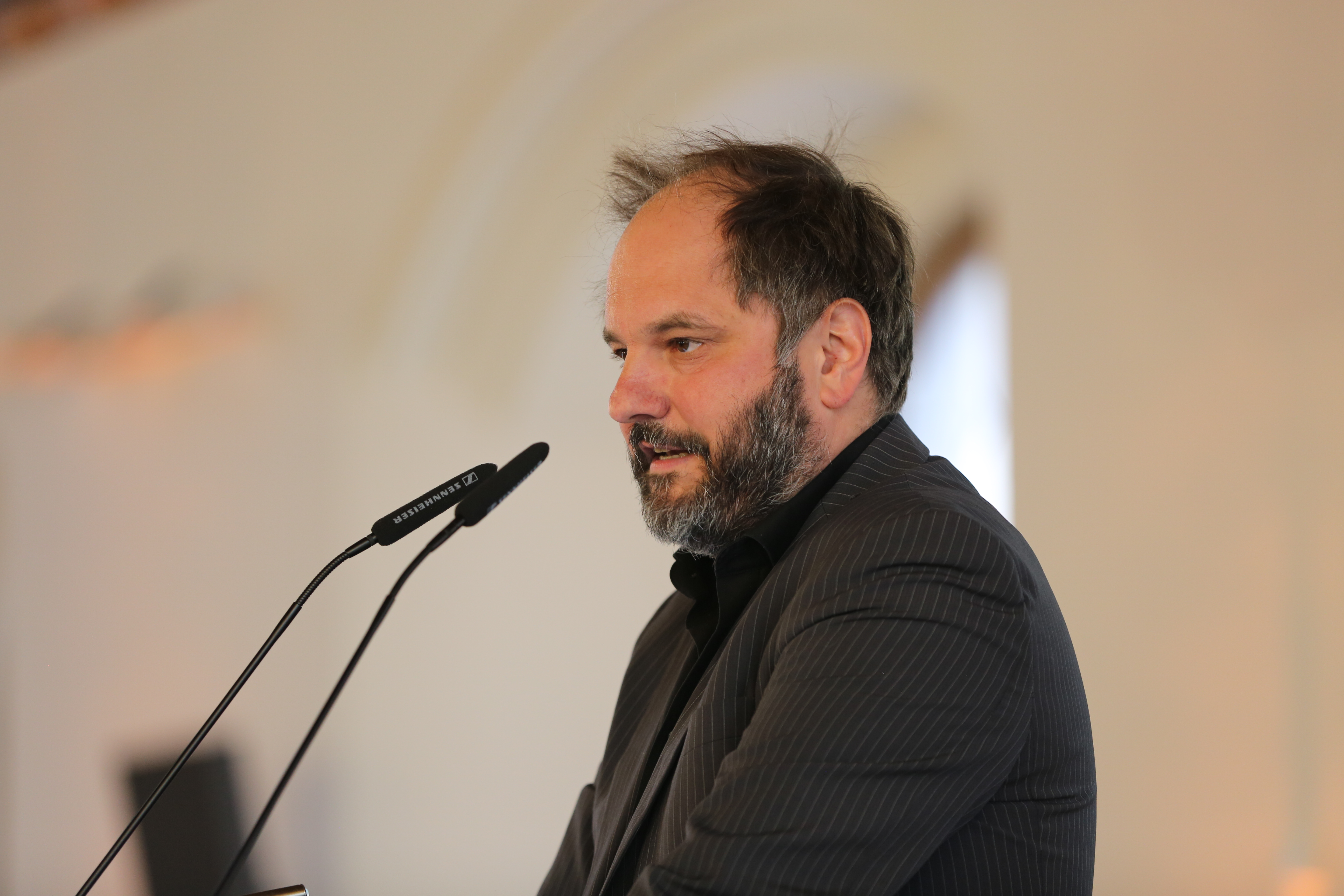
Matthias Egersdörfer (2019)

Matthias Klaus Friedrich Egersdörfer (* 28. Dezember 1969 in Nürnberg) ist ein deutscher Kabarettist, Komiker und Schauspieler. Seine Soloprogramme präsentiert er in fränkischem Regiolekt und mit unverkennbarem Hang zur Cholerik.

## Leben und Karriere
Egersdörfer, der im fränkischen Lauf an der Pegnitz aufwuchs, studierte Germanistik, Theaterwissenschaft und Philosophie an der Friedrich-Alexander-Universität Erlangen-Nürnberg, wobei er das Studium vor dem Ende abbrach. Einer Ausbildung zum Medienberater schloss sich ein Studium an der Kunstakademie Nürnberg als Meisterschüler bei Peter Angermann an. Nebenbei schrieb er Kurzgeschichten und verfasste das Drehbuch für den Kurzfilm Der Schüler, der 2003 mit dem Deutschen Kurzfilmpreis prämiert wurde. Erste Bühnenerfahrungen sammelte Egersdörfer ab 1993 in diversen Ensembles und beim Improvisationstheater.
2004 entstand sein erstes Soloprogramm Der Alleinunterhalter, dem 2005 mit Mündlich gemeinsam mit Heinrich Filsner ein weiteres Bühnenprogramm folgte. Seit 2006 ist Egersdörfer regelmäßig im Quatsch Comedy Club zu sehen. Für sein Soloprogramm Falten und Kleben wurde er 2007 mit dem Hamburger Comedy-Pokal, dem Jurypreis beim Großen Kleinkunstfestival des Berliner Kabaretttheaters Die Wühlmäuse, dem Passauer Scharfrichterbeil und dem Kabarett Kaktus des Münchner Kleinkunst-Nachwuchsfestivals ausgezeichnet. Gastauftritte in Kabarettsendungen wie dem Scheibenwischer, Ottis Schlachthof, Neues aus der Anstalt und dem Satire-Gipfel folgten.
Im Februar 2008 war Egersdörfer in einer Episode der Fernsehserie Dittsche als Olli Dittrichs Zellengenosse zu sehen. Im selben Jahr erhielt er ein Nürnberg-Stipendium im Rahmen der Verleihung des Preises der Stadt Nürnberg. 2009 hatte er zudem einen Auftritt beim 18. Arosa Humor-Festival. Egersdörfers Soloprogramm Ich mein’s doch nur gut feierte am 7. Oktober 2010 im Nürnberger Burgtheater Premiere.
Egersdörfer ist zudem Frontmann der in die Jahre gekommenen Boygroup Fast zu Fürth, die „schlimme Comedy mit lustiger Musik“ verbindet und mit der er weiterhin regelmäßig Gastspiele gibt. Seit April 2015 spielt er im neuen Franken-Tatort mit; er übernimmt die Rolle des Leiters der Spurensicherung, für die ursprünglich Frank-Markus Barwasser vorgesehen war. 2017 startete Matthias Egersdörfer eine Kooperation mit Gankino Circus, einer 2007 in Dietenhofen gegründeten fränkischen Folkband. Im März 2019 erschien mit Vorstadtprinz sein erster Roman.
Egersdörfer lebt seit langem in Fürth und ist mit der Kunsthistorikerin und Leiterin der kunst galerie fürth Natalie de Ligt verheiratet.

## Diskografie
Matthias Egersdörfer
- 2008: Falten und Kleben, Audio-CD

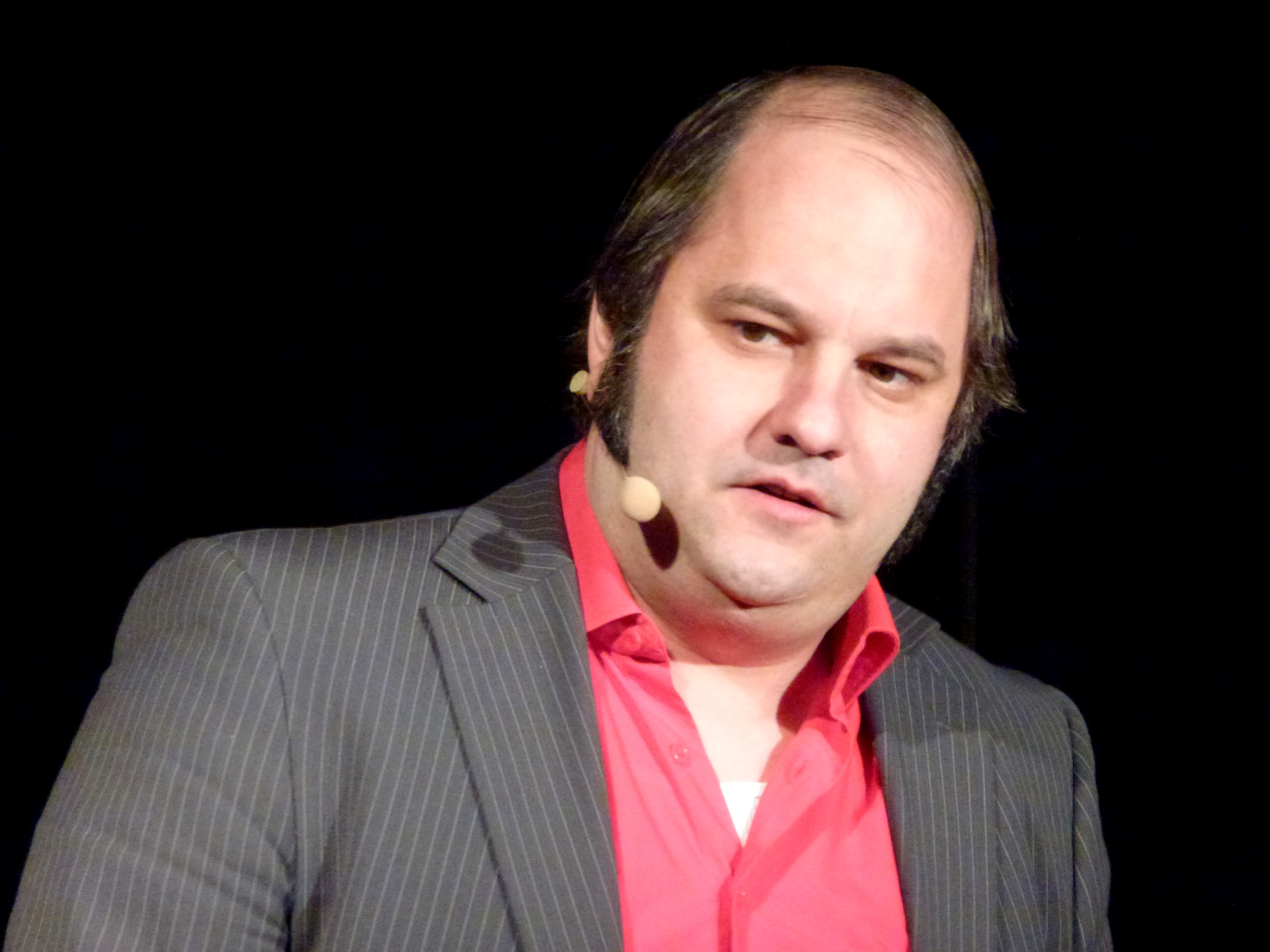
Egersdörfer im Kabarettstück Ich mein’s doch nur gut! (2013)

- 2010: Egersdörfers Fußball-Lexikon. Eine Trainingsstunde, Audio-CD
- 2010: Falten und Kleben, DVD
- 2011: Mündlich, Audio-CD
- 2011: Ich mein’s doch nur gut!, Audio-CD
- 2014: Vom Ding her, Do-CD
- 2018: Ein Ding der Unmöglichkeit, Do-CD

Matthias Egersdörfer & Fast zu Fürth:
- 2008: Sexy Baby, Audio-CD
- 2009: Sexy Baby – Live in Hamburg, Audio-CD

## TV-Auftritte (Auswahl)
- Die Anstalt (ZDF)
  - 4. Februar 2014
  - 9. Dezember 2014
  - 1. November 2016
  - 29. Januar 2019
  - 4. Mai 2021
- seit 2015: Tatort-Reihe als Leiter der Spurensicherung Michael Schatz
  - 2015: Der Himmel ist ein Platz auf Erden
  - 2016: Das Recht, sich zu sorgen
  - 2017: Am Ende geht man nackt
  - 2018: Ich töte niemand
  - 2019: Ein Tag wie jeder andere
  - 2020: Die Nacht gehört dir
  - 2021: Wo ist Mike?
  - 2022: Warum

## Filme
- 2016: Schweinskopf al dente (Nebenrolle)
- 2021: Kaiserschmarrndrama (Nebenrolle)
- 2024: Urfausd (Nebenrolle)

## Bücher
- Vorstadtprinz. Rowohlt Berlin, Berlin 2019, ISBN 978-3-7371-0009-0.

## Auszeichnungen

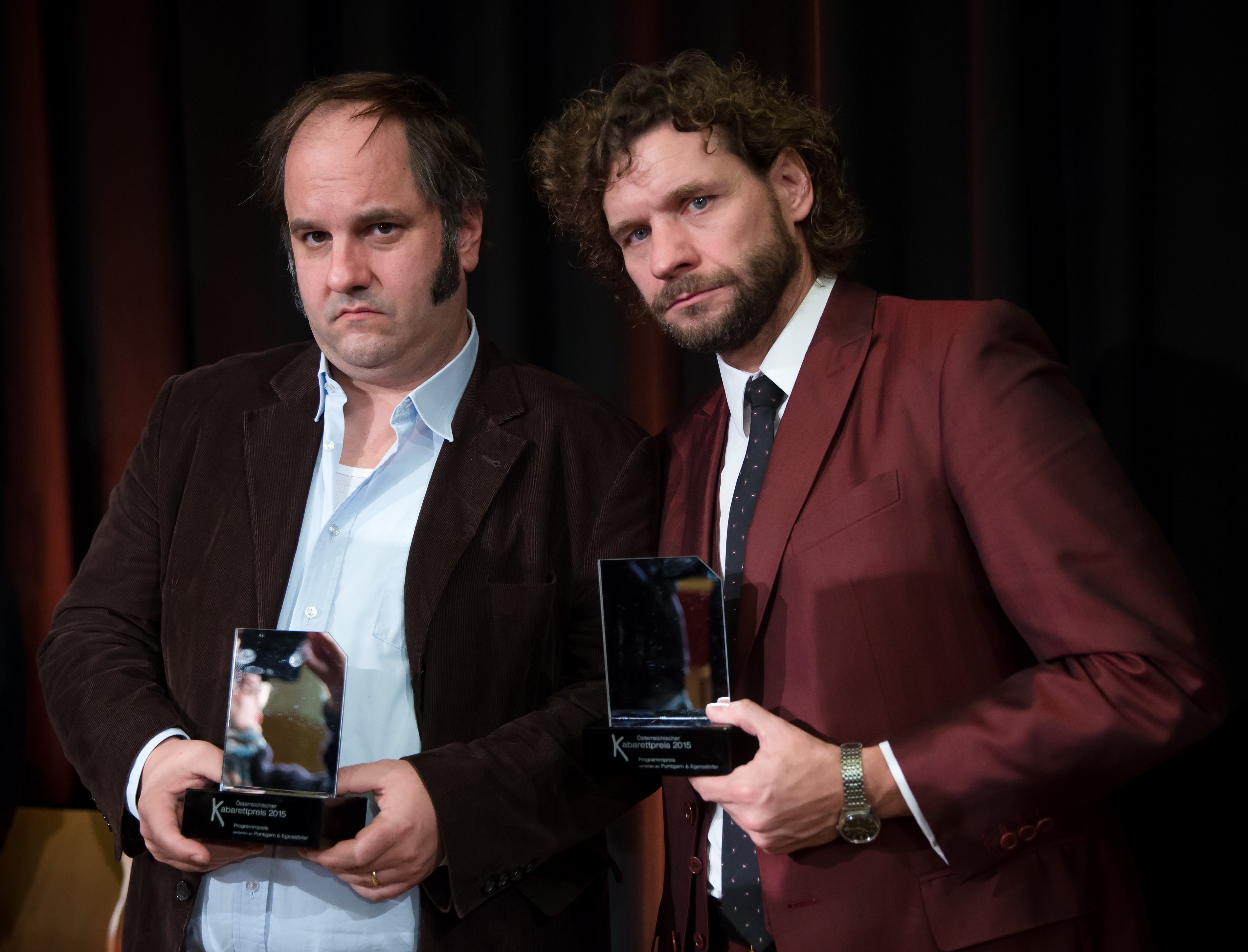
Egersdörfer und Martin Puntigam mit dem Österreichischen Kabarettpreis 2015

- 2007: Das große Kleinkunstfestival – Jury-Preis
- 2007: Hamburger Comedy Pokal
- 2007: Kabarett Kaktus
- 2007: Passauer Scharfrichterbeil
- 2008: Goldener Stuttgarter Besen
- 2008: Swiss Comedy Award
- 2010: Deutscher Kleinkunstpreis, Kategorie Förderpreis der Stadt Mainz
- 2010: Bayerischer Kabarettpreis, Kategorie Senkrechtstarter-Preis
- 2015: Deutscher Kleinkunstpreis, Kategorie Kleinkunst
- 2015: Österreichischer Kabarettpreis – Programmpreis für „Erlösung“ (gemeinsam mit Martin Puntigam)[3]
- 2018: Kulturpreis der Stadt Fürth
- 2024: Wolfram-von-Eschenbach-Preis
- 2024: Deutscher Kabarettpreis, Hauptpreis